# Юстіс (Мен)
Юстіс (англ. Eustis) — місто (англ. town) в США, в окрузі Франклін штату Мен. Населення — 641 особа (2020).

## Демографія
Згідно з переписом 2010 року, у місті мешкало 618 осіб у 313 домогосподарствах у складі 179 родин. Було 822 помешкання
Расовий склад населення:
| - 98,5 % — білих - 0,6 % — корінних американців - 0,3 % — азіатів - 0,2 % — чорних або афроамериканців |

До двох чи більше рас належало 0,3 %. Частка іспаномовних становила 0,5 % від усіх жителів.
За віковим діапазоном населення розподілялося таким чином: 14,2 % — особи молодші 18 років, 62,2 % — особи у віці 18—64 років, 23,6 % — особи у віці 65 років та старші. Медіана віку мешканця становила 49,4 року. На 100 осіб жіночої статі у місті припадало 111,6 чоловіків;  на 100 жінок у віці від 18 років та старших — 111,2 чоловіків також старших 18 років.
Медіана доходів становила 38 889 доларів для чоловіків та 33 750 доларів для жінок. За межею бідності перебувало 18,5 % осіб, у тому числі 2,3 % дітей у віці до 18 років та 8,8 % осіб у віці 65 років та старших.
Цивільне працевлаштоване населення становило 196 осіб. Основні галузі зайнятості: мистецтво, розваги та відпочинок — 43,4 %, виробництво — 12,2 %, будівництво — 12,2 %.